# Emma Martín Queralt
Emma Martín Queralt (Roquetas, Tarragona, 13 de agosto de 2002) es una futbolista del FCB B.

## Trayectoria
Emma Martín comenzó su carrera en Cambrils. En 2018 fichó por el Deportivo Alavés Gloriosas, cuando tenía 15 años. Allí, el 30 de mayo de 2021, el equipo consiguió el ascenso a la primera división española femenina. Además, el 9 de octubre de ese año tuvo la oportunidad de debutar en la primera liga española, ante el Sporting de Huelva (0-0).
A consecuencia de la falta de minutos, en el mercado de invierno fichó por el equipo catalán Levante Las Planas. Allí marcó cinco goles y logró por segunda vez consecutiva el ascenso a primera división, el 29 de mayo. En el mercado de verano fichó por el Real Oviedo Femenino. Allí marcó tres goles, pero el equipo descendió a la tercera liga española.
Para la temporada 2023-24 fichó por el Futbol Club Barcelona Femenino "B", con el que ha logrado proclamarse campeona de liga.